# 헬리오스 2A
헬리오스 2A(영어: Helios 2A)는 프랑스의 광학 정찰위성이다. 프랑스의 DGA(프랑스 방위사업청)에서 발주했고, CNES(프랑스 국립 우주 연구 센터)가 주관하고 있다. 2004년 12월 18일 기아나 우주 센터에서 아리안 5호 로켓으로 발사되었다. 이미지 해상도는 30 cm이다. 야간 정찰 능력을 위한 적외선 촬영이 가능하다.
2004년 12월 18일 발사 시에 5기의 마이크로 위성과 함께 발사되었다.

## 참여
헬리오스 IA, 헬리오스 IB 프로젝트 참여국
- 프랑스
- 이탈리아
- 스페인

헬리오스 IIA, 헬리오스 IIB 프로젝트 참여국  보관됨 2009-05-04 - 웨이백 머신
- 프랑스
- 벨기에
- 스페인
- 이탈리아
- 독일
- 그리스

2002년 7월 30일 독일과 프랑스는 상호 협정에 서명했다. 독일의 SAR 정찰위성인 SAR-Lupe와 프랑스의 헬리오스 2A 광학 정찰위성을 상호 협동하여 운영한다. 독일은 자체적으로 발사한 광학 정찰위성은 없다. 다른 EU 국가들도 참여하도록 초대되었으며, 이탈리아가 참여에 관심을 나타내었다.

## 시리즈
- 헬리오스 IA: 1995년 7월 7일 아리안 4호로 발사
- 헬리오스 IB: 1999년 12월 3일 아리안 4호로 발사
- 헬리오스 IIA: 2004년 12월 18일 아리안 5G+로 발사
- 헬리오스 IIB: 2009년 발사 예정

## 같이 보기
- 헬리오스 1B